# Chiesa di San Biagio (Montieri)
La chiesa di San Biagio è un edificio sacro situato a Gerfalco, nel comune di Montieri, in provincia di Grosseto, diocesi di Volterra.

## Storia e descrizione
Le forme della costruzione, preceduta da un portico, sono state modificate nel corso dei secoli, ma è probabile un'origine tardomedievale, mentre la consacrazione del 1599 è attestata da un'epigrafe nella navata.
L'interno, di recente restaurato e ritinteggiato, è a navata unica. Gli altari settecenteschi in stucco dipinto ospitano dipinti su tela con figure di santi (Sant'Anna e la Vergine, San Pietro, San Biagio, Sant'Antonio).